# Liste des communes de la Charente
Pour les autres listes de communes françaises, voir Listes des communes de France.
| - La Charente en France métropolitaine. - Carte des communes de la Charente en 2019. |

Cette page liste les 359 communes du département français de la Charente au 1er janvier 2025.

## Historique
- En 1993, les communes de Bardenac et Brie-sous-Chalais, précédemment fusionnées en Brie-Bardenac, se séparent.
- En 1994, Auge est rattachée à Saint-Médard qui devient Auge-Saint-Médard.
- En 1997, Saint-Amant-de-Graves devient Graves-Saint-Amant à la suite de sa fusion avec Graves.
- De 1997 à 2015, la Charente compte 404 communes. Au 1er janvier 2016, leur nombre baisse à 394, avec la création de six communes nouvelles (Boisné-La Tude, Confolens, Genac-Bignac, Montmérac, Rouillac et Val des Vignes) remplaçant seize communes initiales[1].
- Avec la création de 4 communes nouvelles supplémentaires[2] (Aunac-sur-Charente, Bellevigne, Montmoreau, Coteaux-du-Blanzacais) au 1er janvier 2017, le nombre de communes tombe à 383.
- En 2018, le nombre de communes tombe à 381 avec la création de Val-de-Bonnieure qui regroupe Saint-Angeau, Sainte-Colombe et Saint-Amant-de-Bonnieure.
- Le 1er janvier 2019, le nombre de communes du département passe à 366 par suite de l'extension à Saint-Léger de Coteaux-du-Blanzacais et à Gourville de Rouillac. Les communes de Villegats et Tuzie sont absorbées par Courcôme tandis que Villejésus l'est par Aigre. Enfin, Mainxe-Gondeville, Moulins-sur-Tardoire, La Rochefoucauld-en-Angoumois, Terres-de-Haute-Charente et Val-d'Auge sont créées à la même date.
- Le 1er janvier 2021, le nombre de communes du département passe à 365 à la suite de la création de la commune nouvelle de Mosnac-Saint-Simeux, fusion des deux communes du même nom.
- Le 1er janvier 2022, le nombre de communes du département passe à 364 à la suite de la création de la commune nouvelle de Lignières-Ambleville qui regroupe Lignières-Sonneville et Ambleville.
- Le 1er janvier 2023, le nombre de communes du département passe à 363 à la suite de la création de la commune nouvelle de Mansle-les-Fontaines qui regroupe Mansle et Fontclaireau.
- Le 1er janvier 2024, le nombre de communes du département passe à 362 à la suite de la création de la commune nouvelle de Val-de-Cognac qui regroupe Cherves-Richemont et Saint-Sulpice-de-Cognac.
- Le 1er janvier 2025, le nombre de communes du département passe à 359 à la suite de la création des communes nouvelles de La Boixe et de Magnac-lès-Gardes, ainsi que de l'extension de la commune nouvelle d'Aunac-sur-Charente qui absorbe la commune de Moutonneau.

## Liste des communes
Le tableau suivant donne la liste des communes au 1er janvier 2025, en précisant leur code Insee, leur code postal principal, leur arrondissement, leur canton, leur intercommunalité, leur superficie, leur population et leur densité, d'après les chiffres de l'Insee issus du recensement 2022,.
| Nom                           | Code Insee | Code postal | Arrondissement | Canton                              | Intercommunalité                        | Superficie (km2) | Population (dernière pop. légale) | Densité (hab./km2) | Modifier                                    |
| ----------------------------- | ---------- | ----------- | -------------- | ----------------------------------- | --------------------------------------- | ---------------- | --------------------------------- | ------------------ | ------------------------------------------- |
| Angoulême (préfecture)        | 16015      | 16000       | Angoulême      | Angoulême-1 Angoulême-2 Angoulême-3 | CA GrandAngoulême                       | 21,85            | 41 423 (2022)                     | 1 896              | modifier les données · modifier les données |
| Abzac                         | 16001      | 16500       | Confolens      | Charente-Vienne                     | CC de Charente Limousine                | 33,35            | 513 (2022)                        | 15                 | modifier les données · modifier les données |
| Les Adjots                    | 16002      | 16700       | Confolens      | Charente-Nord                       | CC Val de Charente                      | 10,94            | 532 (2022)                        | 49                 | modifier les données · modifier les données |
| Agris                         | 16003      | 16110       | Angoulême      | Val de Tardoire                     | CC La Rochefoucauld - Porte du Périgord | 18,74            | 875 (2022)                        | 47                 | modifier les données · modifier les données |
| Aigre                         | 16005      | 16140       | Confolens      | Charente-Nord                       | CC Cœur de Charente                     | 23,82            | 1 600 (2022)                      | 67                 | modifier les données · modifier les données |
| Alloue                        | 16007      | 16490       | Confolens      | Charente-Bonnieure                  | CC de Charente Limousine                | 46,54            | 481 (2022)                        | 10                 | modifier les données · modifier les données |
| Ambérac                       | 16008      | 16140       | Confolens      | Boixe-et-Manslois                   | CC Cœur de Charente                     | 12,10            | 312 (2022)                        | 26                 | modifier les données · modifier les données |
| Ambernac                      | 16009      | 16490       | Confolens      | Charente-Vienne                     | CC de Charente Limousine                | 30,05            | 377 (2022)                        | 13                 | modifier les données · modifier les données |
| Anais                         | 16011      | 16560       | Confolens      | Boixe-et-Manslois                   | CC Cœur de Charente                     | 9,87             | 566 (2022)                        | 57                 | modifier les données · modifier les données |
| Angeac-Champagne              | 16012      | 16130       | Cognac         | Charente-Champagne                  | CA du Grand Cognac                      | 14,27            | 496 (2022)                        | 35                 | modifier les données · modifier les données |
| Angeac-Charente               | 16013      | 16120       | Cognac         | Charente-Champagne                  | CA du Grand Cognac                      | 10,81            | 296 (2022)                        | 27                 | modifier les données · modifier les données |
| Angeduc                       | 16014      | 16300       | Cognac         | Charente-Sud                        | CC des 4B Sud-Charente                  | 3,59             | 143 (2022)                        | 40                 | modifier les données · modifier les données |
| Ansac-sur-Vienne              | 16016      | 16500       | Confolens      | Charente-Vienne                     | CC de Charente Limousine                | 30,79            | 816 (2022)                        | 27                 | modifier les données · modifier les données |
| Ars                           | 16018      | 16130       | Cognac         | Cognac-2                            | CA du Grand Cognac                      | 11,40            | 689 (2022)                        | 60                 | modifier les données · modifier les données |
| Asnières-sur-Nouère           | 16019      | 16290       | Angoulême      | Val de Nouère                       | CA GrandAngoulême                       | 21,17            | 1 278 (2022)                      | 60                 | modifier les données · modifier les données |
| Aubeterre-sur-Dronne          | 16020      | 16390       | Angoulême      | Tude-et-Lavalette                   | CC Lavalette Tude Dronne                | 2,39             | 318 (2022)                        | 133                | modifier les données · modifier les données |
| Aunac-sur-Charente            | 16023      | 16460       | Confolens      | Boixe-et-Manslois                   | CC Cœur de Charente                     | 17,01            | 662 (2022)                        | 39                 | modifier les données · modifier les données |
| Aussac-Vadalle                | 16024      | 16560       | Confolens      | Boixe-et-Manslois                   | CC Cœur de Charente                     | 17,61            | 549 (2022)                        | 31                 | modifier les données · modifier les données |
| Baignes-Sainte-Radegonde      | 16025      | 16360       | Cognac         | Charente-Sud                        | CC des 4B Sud-Charente                  | 31,22            | 1 241 (2022)                      | 40                 | modifier les données · modifier les données |
| Balzac                        | 16026      | 16430       | Angoulême      | Gond-Pontouvre                      | CA GrandAngoulême                       | 9,64             | 1 401 (2022)                      | 145                | modifier les données · modifier les données |
| Barbezières                   | 16027      | 16140       | Confolens      | Charente-Nord                       | CC Cœur de Charente                     | 9,29             | 137 (2022)                        | 15                 | modifier les données · modifier les données |
| Barbezieux-Saint-Hilaire      | 16028      | 16300       | Cognac         | Charente-Sud                        | CC des 4B Sud-Charente                  | 26,55            | 4 738 (2022)                      | 178                | modifier les données · modifier les données |
| Bardenac                      | 16029      | 16210       | Angoulême      | Tude-et-Lavalette                   | CC Lavalette Tude Dronne                | 8,04             | 217 (2022)                        | 27                 | modifier les données · modifier les données |
| Barret                        | 16030      | 16300       | Cognac         | Charente-Sud                        | CC des 4B Sud-Charente                  | 22,37            | 1 092 (2022)                      | 49                 | modifier les données · modifier les données |
| Barro                         | 16031      | 16700       | Confolens      | Charente-Nord                       | CC Val de Charente                      | 10,65            | 410 (2022)                        | 38                 | modifier les données · modifier les données |
| Bassac                        | 16032      | 16120       | Cognac         | Jarnac                              | CA du Grand Cognac                      | 7,62             | 522 (2022)                        | 69                 | modifier les données · modifier les données |
| Bazac                         | 16034      | 16210       | Angoulême      | Tude-et-Lavalette                   | CC Lavalette Tude Dronne                | 4,92             | 147 (2022)                        | 30                 | modifier les données · modifier les données |
| Beaulieu-sur-Sonnette         | 16035      | 16450       | Confolens      | Charente-Bonnieure                  | CC de Charente Limousine                | 10,29            | 222 (2022)                        | 22                 | modifier les données · modifier les données |
| Bécheresse                    | 16036      | 16250       | Cognac         | Charente-Sud                        | CC des 4B Sud-Charente                  | 8,38             | 292 (2022)                        | 35                 | modifier les données · modifier les données |
| Bellevigne                    | 16204      | 16120       | Cognac         | Charente-Champagne                  | CA du Grand Cognac                      | 43,77            | 1 274 (2022)                      | 29                 | modifier les données · modifier les données |
| Bellon                        | 16037      | 16210       | Angoulême      | Tude-et-Lavalette                   | CC Lavalette Tude Dronne                | 9,13             | 136 (2022)                        | 15                 | modifier les données · modifier les données |
| Benest                        | 16038      | 16350       | Confolens      | Charente-Bonnieure                  | CC de Charente Limousine                | 21,10            | 307 (2022)                        | 15                 | modifier les données · modifier les données |
| Bernac                        | 16039      | 16700       | Confolens      | Charente-Nord                       | CC Val de Charente                      | 8,46             | 463 (2022)                        | 55                 | modifier les données · modifier les données |
| Berneuil                      | 16040      | 16480       | Cognac         | Charente-Sud                        | CC des 4B Sud-Charente                  | 16,55            | 321 (2022)                        | 19                 | modifier les données · modifier les données |
| Bessac                        | 16041      | 16250       | Angoulême      | Tude-et-Lavalette                   | CC Lavalette Tude Dronne                | 10,55            | 119 (2022)                        | 11                 | modifier les données · modifier les données |
| Bessé                         | 16042      | 16140       | Confolens      | Charente-Nord                       | CC Cœur de Charente                     | 7,67             | 113 (2022)                        | 15                 | modifier les données · modifier les données |
| Bioussac                      | 16044      | 16700       | Confolens      | Charente-Nord                       | CC Val de Charente                      | 15,64            | 208 (2022)                        | 13                 | modifier les données · modifier les données |
| Birac                         | 16045      | 16120       | Cognac         | Charente-Champagne                  | CA du Grand Cognac                      | 11,84            | 368 (2022)                        | 31                 | modifier les données · modifier les données |
| Blanzaguet-Saint-Cybard       | 16047      | 16320       | Angoulême      | Tude-et-Lavalette                   | CC Lavalette Tude Dronne                | 11,95            | 273 (2022)                        | 23                 | modifier les données · modifier les données |
| Boisbreteau                   | 16048      | 16480       | Cognac         | Charente-Sud                        | CC des 4B Sud-Charente                  | 15,16            | 128 (2022)                        | 8,4                | modifier les données · modifier les données |
| Boisné-La Tude                | 16082      | 16320       | Angoulême      | Tude-et-Lavalette                   | CC Lavalette Tude Dronne                | 34,25            | 661 (2022)                        | 19                 | modifier les données · modifier les données |
| La Boixe                      | 16393      | 16330       | Confolens      | Boixe-et-Manslois                   | CC Cœur de Charente                     | 36,09            | 2 862 (2022)                      | 79                 | modifier les données · modifier les données |
| Bonnes                        | 16049      | 16390       | Angoulême      | Tude-et-Lavalette                   | CC Lavalette Tude Dronne                | 14,76            | 360 (2022)                        | 24                 | modifier les données · modifier les données |
| Bonneuil                      | 16050      | 16120       | Cognac         | Charente-Champagne                  | CA du Grand Cognac                      | 13,58            | 248 (2022)                        | 18                 | modifier les données · modifier les données |
| Bors                          | 16053      | 16360       | Cognac         | Charente-Sud                        | CC des 4B Sud-Charente                  | 12,28            | 118 (2022)                        | 9,6                | modifier les données · modifier les données |
| Bors                          | 16052      | 16190       | Angoulême      | Tude-et-Lavalette                   | CC Lavalette Tude Dronne                | 16,14            | 227 (2022)                        | 14                 | modifier les données · modifier les données |
| Le Bouchage                   | 16054      | 16350       | Confolens      | Charente-Bonnieure                  | CC de Charente Limousine                | 16,43            | 177 (2022)                        | 11                 | modifier les données · modifier les données |
| Bouëx                         | 16055      | 16410       | Angoulême      | Boëme-Échelle                       | CA GrandAngoulême                       | 15,64            | 845 (2022)                        | 54                 | modifier les données · modifier les données |
| Bourg-Charente                | 16056      | 16200       | Cognac         | Jarnac                              | CA du Grand Cognac                      | 12,02            | 885 (2022)                        | 74                 | modifier les données · modifier les données |
| Bouteville                    | 16057      | 16120       | Cognac         | Charente-Champagne                  | CA du Grand Cognac                      | 12,07            | 330 (2022)                        | 27                 | modifier les données · modifier les données |
| Boutiers-Saint-Trojan         | 16058      | 16100       | Cognac         | Cognac-1                            | CA du Grand Cognac                      | 7,13             | 1 393 (2022)                      | 195                | modifier les données · modifier les données |
| Brettes                       | 16059      | 16240       | Confolens      | Charente-Nord                       | CC Val de Charente                      | 12,21            | 163 (2022)                        | 13                 | modifier les données · modifier les données |
| Bréville                      | 16060      | 16370       | Cognac         | Cognac-1                            | CA du Grand Cognac                      | 15,39            | 440 (2022)                        | 29                 | modifier les données · modifier les données |
| Brie                          | 16061      | 16590       | Angoulême      | Touvre-et-Braconne                  | CA GrandAngoulême                       | 34,05            | 4 157 (2022)                      | 122                | modifier les données · modifier les données |
| Brie-sous-Barbezieux          | 16062      | 16300       | Cognac         | Charente-Sud                        | CC des 4B Sud-Charente                  | 6,50             | 111 (2022)                        | 17                 | modifier les données · modifier les données |
| Brie-sous-Chalais             | 16063      | 16210       | Angoulême      | Tude-et-Lavalette                   | CC Lavalette Tude Dronne                | 10,34            | 158 (2022)                        | 15                 | modifier les données · modifier les données |
| Brigueuil                     | 16064      | 16420       | Confolens      | Charente-Vienne                     | CC de Charente Limousine                | 47,07            | 1 101 (2022)                      | 23                 | modifier les données · modifier les données |
| Brillac                       | 16065      | 16500       | Confolens      | Charente-Vienne                     | CC de Charente Limousine                | 42,41            | 607 (2022)                        | 14                 | modifier les données · modifier les données |
| Brossac                       | 16066      | 16480       | Cognac         | Charente-Sud                        | CC des 4B Sud-Charente                  | 21,84            | 453 (2022)                        | 21                 | modifier les données · modifier les données |
| Bunzac                        | 16067      | 16110       | Angoulême      | Val de Tardoire                     | CC La Rochefoucauld - Porte du Périgord | 13,32            | 453 (2022)                        | 34                 | modifier les données · modifier les données |
| Cellefrouin                   | 16068      | 16260       | Confolens      | Boixe-et-Manslois                   | CC Cœur de Charente                     | 40,09            | 579 (2022)                        | 14                 | modifier les données · modifier les données |
| Cellettes                     | 16069      | 16230       | Confolens      | Boixe-et-Manslois                   | CC Cœur de Charente                     | 9,37             | 388 (2022)                        | 41                 | modifier les données · modifier les données |
| Chabanais                     | 16070      | 16150       | Confolens      | Charente-Vienne                     | CC de Charente Limousine                | 15,01            | 1 564 (2022)                      | 104                | modifier les données · modifier les données |
| Chabrac                       | 16071      | 16150       | Confolens      | Charente-Vienne                     | CC de Charente Limousine                | 22,40            | 614 (2022)                        | 27                 | modifier les données · modifier les données |
| Chadurie                      | 16072      | 16250       | Angoulême      | Tude-et-Lavalette                   | CC Lavalette Tude Dronne                | 16,42            | 509 (2022)                        | 31                 | modifier les données · modifier les données |
| Chalais                       | 16073      | 16210       | Angoulême      | Tude-et-Lavalette                   | CC Lavalette Tude Dronne                | 17,58            | 1 799 (2022)                      | 102                | modifier les données · modifier les données |
| Challignac                    | 16074      | 16300       | Cognac         | Charente-Sud                        | CC des 4B Sud-Charente                  | 13,21            | 340 (2022)                        | 26                 | modifier les données · modifier les données |
| Champagne-Mouton              | 16076      | 16350       | Confolens      | Charente-Bonnieure                  | CC de Charente Limousine                | 22,59            | 877 (2022)                        | 39                 | modifier les données · modifier les données |
| Champagne-Vigny               | 16075      | 16250       | Cognac         | Charente-Sud                        | CC des 4B Sud-Charente                  | 8,31             | 235 (2022)                        | 28                 | modifier les données · modifier les données |
| Champmillon                   | 16077      | 16290       | Cognac         | Val de Nouère                       | CA du Grand Cognac                      | 9,51             | 525 (2022)                        | 55                 | modifier les données · modifier les données |
| Champniers                    | 16078      | 16430       | Angoulême      | Gond-Pontouvre                      | CA GrandAngoulême                       | 45,29            | 5 237 (2022)                      | 116                | modifier les données · modifier les données |
| Chantillac                    | 16079      | 16360       | Cognac         | Charente-Sud                        | CC des 4B Sud-Charente                  | 18,05            | 372 (2022)                        | 21                 | modifier les données · modifier les données |
| La Chapelle                   | 16081      | 16140       | Confolens      | Boixe-et-Manslois                   | CC Cœur de Charente                     | 7,69             | 191 (2022)                        | 25                 | modifier les données · modifier les données |
| Charmé                        | 16083      | 16140       | Confolens      | Charente-Nord                       | CC Cœur de Charente                     | 11,42            | 340 (2022)                        | 30                 | modifier les données · modifier les données |
| Charras                       | 16084      | 16380       | Angoulême      | Val de Tardoire                     | CC La Rochefoucauld - Porte du Périgord | 15,12            | 346 (2022)                        | 23                 | modifier les données · modifier les données |
| Chasseneuil-sur-Bonnieure     | 16085      | 16260       | Confolens      | Charente-Bonnieure                  | CC de Charente Limousine                | 33,34            | 3 103 (2022)                      | 93                 | modifier les données · modifier les données |
| Chassenon                     | 16086      | 16150       | Confolens      | Charente-Vienne                     | CC de Charente Limousine                | 23,48            | 843 (2022)                        | 36                 | modifier les données · modifier les données |
| Chassiecq                     | 16087      | 16350       | Confolens      | Charente-Bonnieure                  | CC de Charente Limousine                | 13,06            | 148 (2022)                        | 11                 | modifier les données · modifier les données |
| Chassors                      | 16088      | 16200       | Cognac         | Jarnac                              | CA du Grand Cognac                      | 13,21            | 1 103 (2022)                      | 83                 | modifier les données · modifier les données |
| Châteaubernard                | 16089      | 16100       | Cognac         | Cognac-2                            | CA du Grand Cognac                      | 13,31            | 3 793 (2022)                      | 285                | modifier les données · modifier les données |
| Châteauneuf-sur-Charente      | 16090      | 16120       | Cognac         | Charente-Champagne                  | CA du Grand Cognac                      | 24,02            | 3 562 (2022)                      | 148                | modifier les données · modifier les données |
| Châtignac                     | 16091      | 16480       | Angoulême      | Tude-et-Lavalette                   | CC Lavalette Tude Dronne                | 9,75             | 166 (2022)                        | 17                 | modifier les données · modifier les données |
| Chazelles                     | 16093      | 16380       | Angoulême      | Val de Tardoire                     | CC La Rochefoucauld - Porte du Périgord | 25,80            | 1 550 (2022)                      | 60                 | modifier les données · modifier les données |
| Chenon                        | 16095      | 16460       | Confolens      | Boixe-et-Manslois                   | CC Cœur de Charente                     | 10,48            | 125 (2022)                        | 12                 | modifier les données · modifier les données |
| Cherves-Châtelars             | 16096      | 16310       | Confolens      | Charente-Bonnieure                  | CC de Charente Limousine                | 30,68            | 416 (2022)                        | 14                 | modifier les données · modifier les données |
| La Chèvrerie                  | 16098      | 16240       | Confolens      | Charente-Nord                       | CC Val de Charente                      | 4,61             | 137 (2022)                        | 30                 | modifier les données · modifier les données |
| Chillac                       | 16099      | 16480       | Cognac         | Charente-Sud                        | CC des 4B Sud-Charente                  | 14,61            | 225 (2022)                        | 15                 | modifier les données · modifier les données |
| Chirac                        | 16100      | 16150       | Confolens      | Charente-Vienne                     | CC de Charente Limousine                | 34,33            | 779 (2022)                        | 23                 | modifier les données · modifier les données |
| Claix                         | 16101      | 16440       | Angoulême      | Boëme-Échelle                       | CA GrandAngoulême                       | 14,87            | 1 058 (2022)                      | 71                 | modifier les données · modifier les données |
| Cognac                        | 16102      | 16100       | Cognac         | Cognac-1 Cognac-2                   | CA du Grand Cognac                      | 15,50            | 18 466 (2022)                     | 1 191              | modifier les données · modifier les données |
| Combiers                      | 16103      | 16320       | Angoulême      | Tude-et-Lavalette                   | CC Lavalette Tude Dronne                | 23,96            | 126 (2022)                        | 5,3                | modifier les données · modifier les données |
| Condac                        | 16104      | 16700       | Confolens      | Charente-Nord                       | CC Val de Charente                      | 9,59             | 460 (2022)                        | 48                 | modifier les données · modifier les données |
| Condéon                       | 16105      | 16360       | Cognac         | Charente-Sud                        | CC des 4B Sud-Charente                  | 31,40            | 609 (2022)                        | 19                 | modifier les données · modifier les données |
| Confolens                     | 16106      | 16500       | Confolens      | Charente-Vienne                     | CC de Charente Limousine                | 23,63            | 2 726 (2022)                      | 115                | modifier les données · modifier les données |
| Coteaux-du-Blanzacais         | 16046      | 16250       | Cognac         | Charente-Sud                        | CC des 4B Sud-Charente                  | 23,83            | 1 000 (2022)                      | 42                 | modifier les données · modifier les données |
| Coulgens                      | 16107      | 16560       | Angoulême      | Val de Tardoire                     | CC La Rochefoucauld - Porte du Périgord | 11,70            | 557 (2022)                        | 48                 | modifier les données · modifier les données |
| Coulonges                     | 16108      | 16330       | Confolens      | Boixe-et-Manslois                   | CC Cœur de Charente                     | 3,02             | 121 (2022)                        | 40                 | modifier les données · modifier les données |
| Courbillac                    | 16109      | 16200       | Cognac         | Val de Nouère                       | CC du Rouillacais                       | 11,83            | 729 (2022)                        | 62                 | modifier les données · modifier les données |
| Courcôme                      | 16110      | 16240 16700 | Confolens      | Charente-Nord                       | CC Val de Charente                      | 29,58            | 801 (2022)                        | 27                 | modifier les données · modifier les données |
| Courgeac                      | 16111      | 16190       | Angoulême      | Tude-et-Lavalette                   | CC Lavalette Tude Dronne                | 18,42            | 170 (2022)                        | 9,2                | modifier les données · modifier les données |
| Courlac                       | 16112      | 16210       | Angoulême      | Tude-et-Lavalette                   | CC Lavalette Tude Dronne                | 6,58             | 58 (2022)                         | 8,8                | modifier les données · modifier les données |
| La Couronne                   | 16113      | 16400       | Angoulême      | La Couronne                         | CA GrandAngoulême                       | 28,82            | 7 759 (2022)                      | 269                | modifier les données · modifier les données |
| Couture                       | 16114      | 16460       | Confolens      | Charente-Nord                       | CC Val de Charente                      | 10,61            | 173 (2022)                        | 16                 | modifier les données · modifier les données |
| Criteuil-la-Magdeleine        | 16116      | 16300       | Cognac         | Charente-Champagne                  | CA du Grand Cognac                      | 15,19            | 403 (2022)                        | 27                 | modifier les données · modifier les données |
| Curac                         | 16117      | 16210       | Angoulême      | Tude-et-Lavalette                   | CC Lavalette Tude Dronne                | 4,92             | 116 (2022)                        | 24                 | modifier les données · modifier les données |
| Deviat                        | 16118      | 16190       | Angoulême      | Tude-et-Lavalette                   | CC Lavalette Tude Dronne                | 8,42             | 134 (2022)                        | 16                 | modifier les données · modifier les données |
| Dignac                        | 16119      | 16410       | Angoulême      | Boëme-Échelle                       | CA GrandAngoulême                       | 27,66            | 1 373 (2022)                      | 50                 | modifier les données · modifier les données |
| Dirac                         | 16120      | 16410       | Angoulême      | Boëme-Échelle                       | CA GrandAngoulême                       | 29,29            | 1 509 (2022)                      | 52                 | modifier les données · modifier les données |
| Douzat                        | 16121      | 16290       | Cognac         | Val de Nouère                       | CC du Rouillacais                       | 11,48            | 432 (2022)                        | 38                 | modifier les données · modifier les données |
| Ébréon                        | 16122      | 16140       | Confolens      | Charente-Nord                       | CC Cœur de Charente                     | 10,05            | 139 (2022)                        | 14                 | modifier les données · modifier les données |
| Échallat                      | 16123      | 16170       | Cognac         | Val de Nouère                       | CC du Rouillacais                       | 15,14            | 481 (2022)                        | 32                 | modifier les données · modifier les données |
| Écuras                        | 16124      | 16220       | Angoulême      | Val de Tardoire                     | CC La Rochefoucauld - Porte du Périgord | 24,22            | 542 (2022)                        | 22                 | modifier les données · modifier les données |
| Édon                          | 16125      | 16320       | Angoulême      | Tude-et-Lavalette                   | CC Lavalette Tude Dronne                | 16,49            | 272 (2022)                        | 16                 | modifier les données · modifier les données |
| Empuré                        | 16127      | 16240       | Confolens      | Charente-Nord                       | CC Val de Charente                      | 8,37             | 96 (2022)                         | 11                 | modifier les données · modifier les données |
| Épenède                       | 16128      | 16490       | Confolens      | Charente-Vienne                     | CC de Charente Limousine                | 15,62            | 191 (2022)                        | 12                 | modifier les données · modifier les données |
| Les Essards                   | 16130      | 16210       | Angoulême      | Tude-et-Lavalette                   | CC Lavalette Tude Dronne                | 8,98             | 178 (2022)                        | 20                 | modifier les données · modifier les données |
| Esse                          | 16131      | 16500       | Confolens      | Charente-Vienne                     | CC de Charente Limousine                | 30,37            | 509 (2022)                        | 17                 | modifier les données · modifier les données |
| Étagnac                       | 16132      | 16150       | Confolens      | Charente-Vienne                     | CC de Charente Limousine                | 29,23            | 987 (2022)                        | 34                 | modifier les données · modifier les données |
| Étriac                        | 16133      | 16250       | Cognac         | Charente-Sud                        | CC des 4B Sud-Charente                  | 9,47             | 200 (2022)                        | 21                 | modifier les données · modifier les données |
| Exideuil-sur-Vienne           | 16134      | 16150       | Confolens      | Charente-Vienne                     | CC de Charente Limousine                | 20,56            | 1 028 (2022)                      | 50                 | modifier les données · modifier les données |
| Eymouthiers                   | 16135      | 16220       | Angoulême      | Val de Tardoire                     | CC La Rochefoucauld - Porte du Périgord | 8,68             | 325 (2022)                        | 37                 | modifier les données · modifier les données |
| La Faye                       | 16136      | 16700       | Confolens      | Charente-Nord                       | CC Val de Charente                      | 13,44            | 595 (2022)                        | 44                 | modifier les données · modifier les données |
| Feuillade                     | 16137      | 16380       | Angoulême      | Val de Tardoire                     | CC La Rochefoucauld - Porte du Périgord | 21,83            | 284 (2022)                        | 13                 | modifier les données · modifier les données |
| Fléac                         | 16138      | 16730       | Angoulême      | Angoulême-1                         | CA GrandAngoulême                       | 12,60            | 3 856 (2022)                      | 306                | modifier les données · modifier les données |
| Fleurac                       | 16139      | 16200       | Cognac         | Jarnac                              | CA du Grand Cognac                      | 2,17             | 220 (2022)                        | 101                | modifier les données · modifier les données |
| Fontenille                    | 16141      | 16230       | Confolens      | Boixe-et-Manslois                   | CC Cœur de Charente                     | 9,52             | 343 (2022)                        | 36                 | modifier les données · modifier les données |
| La Forêt-de-Tessé             | 16142      | 16240       | Confolens      | Charente-Nord                       | CC Val de Charente                      | 10,70            | 209 (2022)                        | 20                 | modifier les données · modifier les données |
| Fouquebrune                   | 16143      | 16410       | Angoulême      | Tude-et-Lavalette                   | CC Lavalette Tude Dronne                | 28,85            | 717 (2022)                        | 25                 | modifier les données · modifier les données |
| Fouqueure                     | 16144      | 16140       | Confolens      | Charente-Nord                       | CC Cœur de Charente                     | 16,43            | 431 (2022)                        | 26                 | modifier les données · modifier les données |
| Foussignac                    | 16145      | 16200       | Cognac         | Jarnac                              | CA du Grand Cognac                      | 15,14            | 656 (2022)                        | 43                 | modifier les données · modifier les données |
| Garat                         | 16146      | 16410       | Angoulême      | Boëme-Échelle                       | CA GrandAngoulême                       | 19,44            | 2 111 (2022)                      | 109                | modifier les données · modifier les données |
| Genac-Bignac                  | 16148      | 16170       | Cognac         | Val de Nouère                       | CC du Rouillacais                       | 33,61            | 973 (2022)                        | 29                 | modifier les données · modifier les données |
| Gensac-la-Pallue              | 16150      | 16130       | Cognac         | Charente-Champagne                  | CA du Grand Cognac                      | 19,23            | 1 614 (2022)                      | 84                 | modifier les données · modifier les données |
| Genté                         | 16151      | 16130       | Cognac         | Charente-Champagne                  | CA du Grand Cognac                      | 11,59            | 929 (2022)                        | 80                 | modifier les données · modifier les données |
| Gimeux                        | 16152      | 16130       | Cognac         | Cognac-2                            | CA du Grand Cognac                      | 7,40             | 727 (2022)                        | 98                 | modifier les données · modifier les données |
| Gond-Pontouvre                | 16154      | 16160       | Angoulême      | Gond-Pontouvre                      | CA GrandAngoulême                       | 7,45             | 5 884 (2022)                      | 790                | modifier les données · modifier les données |
| Les Gours                     | 16155      | 16140       | Confolens      | Charente-Nord                       | CC Cœur de Charente                     | 11,42            | 93 (2022)                         | 8,1                | modifier les données · modifier les données |
| Le Grand-Madieu               | 16157      | 16450       | Confolens      | Charente-Bonnieure                  | CC de Charente Limousine                | 8,40             | 154 (2022)                        | 18                 | modifier les données · modifier les données |
| Grassac                       | 16158      | 16380       | Angoulême      | Val de Tardoire                     | CC La Rochefoucauld - Porte du Périgord | 28,23            | 303 (2022)                        | 11                 | modifier les données · modifier les données |
| Graves-Saint-Amant            | 16297      | 16120       | Cognac         | Charente-Champagne                  | CA du Grand Cognac                      | 8,99             | 328 (2022)                        | 36                 | modifier les données · modifier les données |
| Guimps                        | 16160      | 16300       | Cognac         | Charente-Sud                        | CC des 4B Sud-Charente                  | 12,60            | 495 (2022)                        | 39                 | modifier les données · modifier les données |
| Guizengeard                   | 16161      | 16480       | Cognac         | Charente-Sud                        | CC des 4B Sud-Charente                  | 14,76            | 165 (2022)                        | 11                 | modifier les données · modifier les données |
| Gurat                         | 16162      | 16320       | Angoulême      | Tude-et-Lavalette                   | CC Lavalette Tude Dronne                | 16,03            | 184 (2022)                        | 11                 | modifier les données · modifier les données |
| Hiersac                       | 16163      | 16290       | Cognac         | Val de Nouère                       | CA du Grand Cognac                      | 7,36             | 1 150 (2022)                      | 156                | modifier les données · modifier les données |
| Hiesse                        | 16164      | 16490       | Confolens      | Charente-Vienne                     | CC de Charente Limousine                | 24,75            | 238 (2022)                        | 9,6                | modifier les données · modifier les données |
| Houlette                      | 16165      | 16200       | Cognac         | Jarnac                              | CA du Grand Cognac                      | 7,15             | 395 (2022)                        | 55                 | modifier les données · modifier les données |
| L'Isle-d'Espagnac             | 16166      | 16340       | Angoulême      | Angoulême-2                         | CA GrandAngoulême                       | 5,95             | 5 691 (2022)                      | 956                | modifier les données · modifier les données |
| Jarnac                        | 16167      | 16200       | Cognac         | Jarnac                              | CA du Grand Cognac                      | 11,99            | 4 478 (2022)                      | 373                | modifier les données · modifier les données |
| Jauldes                       | 16168      | 16560       | Angoulême      | Touvre-et-Braconne                  | CA GrandAngoulême                       | 25,59            | 832 (2022)                        | 33                 | modifier les données · modifier les données |
| Javrezac                      | 16169      | 16100       | Cognac         | Cognac-2                            | CA du Grand Cognac                      | 3,66             | 581 (2022)                        | 159                | modifier les données · modifier les données |
| Juignac                       | 16170      | 16190       | Angoulême      | Tude-et-Lavalette                   | CC Lavalette Tude Dronne                | 24,18            | 392 (2022)                        | 16                 | modifier les données · modifier les données |
| Juillac-le-Coq                | 16171      | 16130       | Cognac         | Charente-Champagne                  | CA du Grand Cognac                      | 14,54            | 655 (2022)                        | 45                 | modifier les données · modifier les données |
| Juillé                        | 16173      | 16230       | Confolens      | Boixe-et-Manslois                   | CC Cœur de Charente                     | 8,60             | 176 (2022)                        | 20                 | modifier les données · modifier les données |
| Julienne                      | 16174      | 16200       | Cognac         | Jarnac                              | CA du Grand Cognac                      | 6,30             | 540 (2022)                        | 86                 | modifier les données · modifier les données |
| Lachaise                      | 16176      | 16300       | Cognac         | Charente-Sud                        | CC des 4B Sud-Charente                  | 9,43             | 306 (2022)                        | 32                 | modifier les données · modifier les données |
| Ladiville                     | 16177      | 16120       | Cognac         | Charente-Sud                        | CC des 4B Sud-Charente                  | 7,19             | 129 (2022)                        | 18                 | modifier les données · modifier les données |
| Lagarde-sur-le-Né             | 16178      | 16300       | Cognac         | Charente-Sud                        | CC des 4B Sud-Charente                  | 4,12             | 187 (2022)                        | 45                 | modifier les données · modifier les données |
| Laprade                       | 16180      | 16390       | Angoulême      | Tude-et-Lavalette                   | CC Lavalette Tude Dronne                | 10,17            | 249 (2022)                        | 24                 | modifier les données · modifier les données |
| Lésignac-Durand               | 16183      | 16310       | Confolens      | Charente-Bonnieure                  | CC de Charente Limousine                | 19,74            | 169 (2022)                        | 8,6                | modifier les données · modifier les données |
| Lessac                        | 16181      | 16500       | Confolens      | Charente-Vienne                     | CC de Charente Limousine                | 34,14            | 534 (2022)                        | 16                 | modifier les données · modifier les données |
| Lesterps                      | 16182      | 16420       | Confolens      | Charente-Vienne                     | CC de Charente Limousine                | 36,03            | 440 (2022)                        | 12                 | modifier les données · modifier les données |
| Lichères                      | 16184      | 16460       | Confolens      | Boixe-et-Manslois                   | CC Cœur de Charente                     | 4,94             | 95 (2022)                         | 19                 | modifier les données · modifier les données |
| Ligné                         | 16185      | 16140       | Confolens      | Charente-Nord                       | CC Cœur de Charente                     | 7,97             | 146 (2022)                        | 18                 | modifier les données · modifier les données |
| Lignières-Ambleville          | 16186      | 16130 16300 | Cognac         | Charente-Champagne                  | CA du Grand Cognac                      | 21,45            | 704 (2022)                        | 33                 | modifier les données · modifier les données |
| Linars                        | 16187      | 16730       | Angoulême      | Val de Nouère                       | CA GrandAngoulême                       | 5,97             | 2 105 (2022)                      | 353                | modifier les données · modifier les données |
| Le Lindois                    | 16188      | 16310       | Confolens      | Charente-Bonnieure                  | CC de Charente Limousine                | 17,95            | 339 (2022)                        | 19                 | modifier les données · modifier les données |
| Londigny                      | 16189      | 16700       | Confolens      | Charente-Nord                       | CC Val de Charente                      | 9,67             | 246 (2022)                        | 25                 | modifier les données · modifier les données |
| Longré                        | 16190      | 16240       | Confolens      | Charente-Nord                       | CC Val de Charente                      | 14,73            | 191 (2022)                        | 13                 | modifier les données · modifier les données |
| Lonnes                        | 16191      | 16230       | Confolens      | Boixe-et-Manslois                   | CC Cœur de Charente                     | 7,51             | 188 (2022)                        | 25                 | modifier les données · modifier les données |
| Louzac-Saint-André            | 16193      | 16100       | Cognac         | Cognac-1                            | CA du Grand Cognac                      | 10,04            | 964 (2022)                        | 96                 | modifier les données · modifier les données |
| Lupsault                      | 16194      | 16140       | Confolens      | Charente-Nord                       | CC Cœur de Charente                     | 11,47            | 111 (2022)                        | 9,7                | modifier les données · modifier les données |
| Lussac                        | 16195      | 16450       | Confolens      | Charente-Bonnieure                  | CC de Charente Limousine                | 11,70            | 293 (2022)                        | 25                 | modifier les données · modifier les données |
| Luxé                          | 16196      | 16230       | Confolens      | Boixe-et-Manslois                   | CC Cœur de Charente                     | 12,17            | 732 (2022)                        | 60                 | modifier les données · modifier les données |
| La Magdeleine                 | 16197      | 16240       | Confolens      | Charente-Nord                       | CC Val de Charente                      | 6,68             | 117 (2022)                        | 18                 | modifier les données · modifier les données |
| Magnac-lès-Gardes             | 16198      | 16320       | Angoulême      | Tude-et-Lavalette                   | CC Lavalette Tude Dronne                | 37,05            | 743 (2022)                        | 20                 | modifier les données · modifier les données |
| Magnac-sur-Touvre             | 16199      | 16600       | Angoulême      | Touvre-et-Braconne                  | CA GrandAngoulême                       | 7,82             | 3 252 (2022)                      | 416                | modifier les données · modifier les données |
| Maine-de-Boixe                | 16200      | 16230       | Confolens      | Boixe-et-Manslois                   | CC Cœur de Charente                     | 9,35             | 476 (2022)                        | 51                 | modifier les données · modifier les données |
| Mainxe-Gondeville             | 16153      | 16200       | Cognac         | Jarnac                              | CA du Grand Cognac                      | 15,56            | 1 184 (2022)                      | 76                 | modifier les données · modifier les données |
| Mainzac                       | 16203      | 16380       | Angoulême      | Val de Tardoire                     | CC La Rochefoucauld - Porte du Périgord | 11,29            | 123 (2022)                        | 11                 | modifier les données · modifier les données |
| Manot                         | 16205      | 16500       | Confolens      | Charente-Vienne                     | CC de Charente Limousine                | 20,34            | 548 (2022)                        | 27                 | modifier les données · modifier les données |
| Mansle-les-Fontaines          | 16206      | 16230       | Confolens      | Boixe-et-Manslois                   | CC Cœur de Charente                     | 11,36            | 2 092 (2022)                      | 184                | modifier les données · modifier les données |
| Marcillac-Lanville            | 16207      | 16140       | Cognac         | Val de Nouère                       | CC du Rouillacais                       | 18,41            | 509 (2022)                        | 28                 | modifier les données · modifier les données |
| Mareuil                       | 16208      | 16170       | Cognac         | Val de Nouère                       | CC du Rouillacais                       | 11,51            | 393 (2022)                        | 34                 | modifier les données · modifier les données |
| Marillac-le-Franc             | 16209      | 16110       | Angoulême      | Val de Tardoire                     | CC La Rochefoucauld - Porte du Périgord | 14,49            | 823 (2022)                        | 57                 | modifier les données · modifier les données |
| Marsac                        | 16210      | 16570       | Angoulême      | Val de Nouère                       | CA GrandAngoulême                       | 13,34            | 766 (2022)                        | 57                 | modifier les données · modifier les données |
| Marthon                       | 16211      | 16380       | Angoulême      | Val de Tardoire                     | CC La Rochefoucauld - Porte du Périgord | 12,82            | 547 (2022)                        | 43                 | modifier les données · modifier les données |
| Massignac                     | 16212      | 16310       | Confolens      | Charente-Bonnieure                  | CC de Charente Limousine                | 23,93            | 368 (2022)                        | 15                 | modifier les données · modifier les données |
| Mazerolles                    | 16213      | 16310       | Confolens      | Charente-Bonnieure                  | CC de Charente Limousine                | 17,45            | 305 (2022)                        | 17                 | modifier les données · modifier les données |
| Médillac                      | 16215      | 16210       | Angoulême      | Tude-et-Lavalette                   | CC Lavalette Tude Dronne                | 5,84             | 151 (2022)                        | 26                 | modifier les données · modifier les données |
| Mérignac                      | 16216      | 16200       | Cognac         | Jarnac                              | CA du Grand Cognac                      | 18,51            | 812 (2022)                        | 44                 | modifier les données · modifier les données |
| Merpins                       | 16217      | 16100       | Cognac         | Cognac-2                            | CA du Grand Cognac                      | 10,46            | 1 082 (2022)                      | 103                | modifier les données · modifier les données |
| Mesnac                        | 16218      | 16370       | Cognac         | Cognac-1                            | CA du Grand Cognac                      | 6,51             | 408 (2022)                        | 63                 | modifier les données · modifier les données |
| Les Métairies                 | 16220      | 16200       | Cognac         | Jarnac                              | CA du Grand Cognac                      | 5,18             | 714 (2022)                        | 138                | modifier les données · modifier les données |
| Mons                          | 16221      | 16140       | Cognac         | Val de Nouère                       | CC du Rouillacais                       | 20,11            | 235 (2022)                        | 12                 | modifier les données · modifier les données |
| Montboyer                     | 16222      | 16620       | Angoulême      | Tude-et-Lavalette                   | CC Lavalette Tude Dronne                | 26,79            | 329 (2022)                        | 12                 | modifier les données · modifier les données |
| Montbron                      | 16223      | 16220       | Angoulême      | Val de Tardoire                     | CC La Rochefoucauld - Porte du Périgord | 43,34            | 1 995 (2022)                      | 46                 | modifier les données · modifier les données |
| Montembœuf                    | 16225      | 16310       | Confolens      | Charente-Bonnieure                  | CC de Charente Limousine                | 16,05            | 659 (2022)                        | 41                 | modifier les données · modifier les données |
| Montignac-le-Coq              | 16227      | 16390       | Angoulême      | Tude-et-Lavalette                   | CC Lavalette Tude Dronne                | 10,20            | 134 (2022)                        | 13                 | modifier les données · modifier les données |
| Montjean                      | 16229      | 16240       | Confolens      | Charente-Nord                       | CC Val de Charente                      | 8,01             | 251 (2022)                        | 31                 | modifier les données · modifier les données |
| Montmérac                     | 16224      | 16300       | Cognac         | Charente-Sud                        | CC des 4B Sud-Charente                  | 23,39            | 725 (2022)                        | 31                 | modifier les données · modifier les données |
| Montmoreau                    | 16230      | 16190       | Angoulême      | Tude-et-Lavalette                   | CC Lavalette Tude Dronne                | 64,85            | 2 419 (2022)                      | 37                 | modifier les données · modifier les données |
| Montrollet                    | 16231      | 16420       | Confolens      | Charente-Vienne                     | CC de Charente Limousine                | 22,22            | 332 (2022)                        | 15                 | modifier les données · modifier les données |
| Mornac                        | 16232      | 16600       | Angoulême      | Touvre-et-Braconne                  | CA GrandAngoulême                       | 23,48            | 2 115 (2022)                      | 90                 | modifier les données · modifier les données |
| Mosnac-Saint-Simeux           | 16233      | 16120       | Cognac         | Charente-Champagne                  | CA du Grand Cognac                      | 15,73            | 967 (2022)                        | 61                 | modifier les données · modifier les données |
| Moulidars                     | 16234      | 16290       | Cognac         | Val de Nouère                       | CA du Grand Cognac                      | 17,17            | 664 (2022)                        | 39                 | modifier les données · modifier les données |
| Moulins-sur-Tardoire          | 16406      | 16110 16220 | Angoulême      | Val de Tardoire                     | CC La Rochefoucauld - Porte du Périgord | 21,88            | 804 (2022)                        | 37                 | modifier les données · modifier les données |
| Mouthiers-sur-Boëme           | 16236      | 16440       | Angoulême      | Boëme-Échelle                       | CA GrandAngoulême                       | 34,71            | 2 358 (2022)                      | 68                 | modifier les données · modifier les données |
| Mouton                        | 16237      | 16460       | Confolens      | Boixe-et-Manslois                   | CC Cœur de Charente                     | 9,08             | 223 (2022)                        | 25                 | modifier les données · modifier les données |
| Mouzon                        | 16239      | 16310       | Confolens      | Charente-Bonnieure                  | CC de Charente Limousine                | 10,62            | 140 (2022)                        | 13                 | modifier les données · modifier les données |
| Nabinaud                      | 16240      | 16390       | Angoulême      | Tude-et-Lavalette                   | CC Lavalette Tude Dronne                | 5,88             | 99 (2022)                         | 17                 | modifier les données · modifier les données |
| Nanclars                      | 16241      | 16230       | Confolens      | Boixe-et-Manslois                   | CC Cœur de Charente                     | 5,73             | 210 (2022)                        | 37                 | modifier les données · modifier les données |
| Nanteuil-en-Vallée            | 16242      | 16700       | Confolens      | Charente-Nord                       | CC Val de Charente                      | 68,85            | 1 357 (2022)                      | 20                 | modifier les données · modifier les données |
| Nercillac                     | 16243      | 16200       | Cognac         | Jarnac                              | CA du Grand Cognac                      | 16,35            | 1 036 (2022)                      | 63                 | modifier les données · modifier les données |
| Nersac                        | 16244      | 16440       | Angoulême      | La Couronne                         | CA GrandAngoulême                       | 9,24             | 2 258 (2022)                      | 244                | modifier les données · modifier les données |
| Nieuil                        | 16245      | 16270       | Confolens      | Charente-Bonnieure                  | CC de Charente Limousine                | 23,90            | 889 (2022)                        | 37                 | modifier les données · modifier les données |
| Nonac                         | 16246      | 16190       | Angoulême      | Tude-et-Lavalette                   | CC Lavalette Tude Dronne                | 20,84            | 258 (2022)                        | 12                 | modifier les données · modifier les données |
| Oradour                       | 16248      | 16140       | Confolens      | Charente-Nord                       | CC Cœur de Charente                     | 14,40            | 155 (2022)                        | 11                 | modifier les données · modifier les données |
| Oradour-Fanais                | 16249      | 16500       | Confolens      | Charente-Vienne                     | CC de Charente Limousine                | 26,41            | 341 (2022)                        | 13                 | modifier les données · modifier les données |
| Orgedeuil                     | 16250      | 16220       | Angoulême      | Val de Tardoire                     | CC La Rochefoucauld - Porte du Périgord | 10,39            | 208 (2022)                        | 20                 | modifier les données · modifier les données |
| Oriolles                      | 16251      | 16480       | Cognac         | Charente-Sud                        | CC des 4B Sud-Charente                  | 18,30            | 245 (2022)                        | 13                 | modifier les données · modifier les données |
| Orival                        | 16252      | 16210       | Angoulême      | Tude-et-Lavalette                   | CC Lavalette Tude Dronne                | 5,43             | 150 (2022)                        | 28                 | modifier les données · modifier les données |
| Paizay-Naudouin-Embourie      | 16253      | 16240       | Confolens      | Charente-Nord                       | CC Val de Charente                      | 25,42            | 351 (2022)                        | 14                 | modifier les données · modifier les données |
| Palluaud                      | 16254      | 16390       | Angoulême      | Tude-et-Lavalette                   | CC Lavalette Tude Dronne                | 8,57             | 214 (2022)                        | 25                 | modifier les données · modifier les données |
| Parzac                        | 16255      | 16450       | Confolens      | Charente-Bonnieure                  | CC de Charente Limousine                | 11,38            | 141 (2022)                        | 12                 | modifier les données · modifier les données |
| Passirac                      | 16256      | 16480       | Cognac         | Charente-Sud                        | CC des 4B Sud-Charente                  | 14,67            | 251 (2022)                        | 17                 | modifier les données · modifier les données |
| Pérignac                      | 16258      | 16250       | Cognac         | Charente-Sud                        | CC des 4B Sud-Charente                  | 25,52            | 496 (2022)                        | 19                 | modifier les données · modifier les données |
| Pillac                        | 16260      | 16390       | Angoulême      | Tude-et-Lavalette                   | CC Lavalette Tude Dronne                | 19,64            | 253 (2022)                        | 13                 | modifier les données · modifier les données |
| Les Pins                      | 16261      | 16260       | Confolens      | Charente-Bonnieure                  | CC de Charente Limousine                | 21,06            | 501 (2022)                        | 24                 | modifier les données · modifier les données |
| Plassac-Rouffiac              | 16263      | 16250       | Angoulême      | Boëme-Échelle                       | CA GrandAngoulême                       | 11,97            | 379 (2022)                        | 32                 | modifier les données · modifier les données |
| Pleuville                     | 16264      | 16490       | Confolens      | Charente-Vienne                     | CC de Charente Limousine                | 33,63            | 314 (2022)                        | 9,3                | modifier les données · modifier les données |
| Poullignac                    | 16267      | 16190       | Angoulême      | Tude-et-Lavalette                   | CC Lavalette Tude Dronne                | 8,94             | 105 (2022)                        | 12                 | modifier les données · modifier les données |
| Poursac                       | 16268      | 16700       | Confolens      | Charente-Nord                       | CC Val de Charente                      | 11,39            | 195 (2022)                        | 17                 | modifier les données · modifier les données |
| Pranzac                       | 16269      | 16110       | Angoulême      | Val de Tardoire                     | CC La Rochefoucauld - Porte du Périgord | 15,06            | 885 (2022)                        | 59                 | modifier les données · modifier les données |
| Pressignac                    | 16270      | 16150       | Confolens      | Charente-Vienne                     | CC de Charente Limousine                | 28,15            | 379 (2022)                        | 13                 | modifier les données · modifier les données |
| Puymoyen                      | 16271      | 16400       | Angoulême      | La Couronne                         | CA GrandAngoulême                       | 7,26             | 2 394 (2022)                      | 330                | modifier les données · modifier les données |
| Puyréaux                      | 16272      | 16230       | Confolens      | Boixe-et-Manslois                   | CC Cœur de Charente                     | 8,11             | 571 (2022)                        | 70                 | modifier les données · modifier les données |
| Raix                          | 16273      | 16240       | Confolens      | Charente-Nord                       | CC Val de Charente                      | 6,87             | 116 (2022)                        | 17                 | modifier les données · modifier les données |
| Ranville-Breuillaud           | 16275      | 16140       | Confolens      | Charente-Nord                       | CC Cœur de Charente                     | 12,84            | 164 (2022)                        | 13                 | modifier les données · modifier les données |
| Reignac                       | 16276      | 16360       | Cognac         | Charente-Sud                        | CC des 4B Sud-Charente                  | 22,14            | 715 (2022)                        | 32                 | modifier les données · modifier les données |
| Réparsac                      | 16277      | 16200       | Cognac         | Jarnac                              | CA du Grand Cognac                      | 11,06            | 617 (2022)                        | 56                 | modifier les données · modifier les données |
| Rioux-Martin                  | 16279      | 16210       | Angoulême      | Tude-et-Lavalette                   | CC Lavalette Tude Dronne                | 14,60            | 221 (2022)                        | 15                 | modifier les données · modifier les données |
| Rivières                      | 16280      | 16110       | Angoulême      | Val de Tardoire                     | CC La Rochefoucauld - Porte du Périgord | 21,54            | 2 023 (2022)                      | 94                 | modifier les données · modifier les données |
| La Rochefoucauld-en-Angoumois | 16281      | 16110       | Angoulême      | Val de Tardoire                     | CC La Rochefoucauld - Porte du Périgord | 24,15            | 4 020 (2022)                      | 166                | modifier les données · modifier les données |
| La Rochette                   | 16282      | 16110       | Angoulême      | Val de Tardoire                     | CC La Rochefoucauld - Porte du Périgord | 10,99            | 525 (2022)                        | 48                 | modifier les données · modifier les données |
| Ronsenac                      | 16283      | 16320       | Angoulême      | Tude-et-Lavalette                   | CC Lavalette Tude Dronne                | 26,73            | 571 (2022)                        | 21                 | modifier les données · modifier les données |
| Rouffiac                      | 16284      | 16210       | Angoulême      | Tude-et-Lavalette                   | CC Lavalette Tude Dronne                | 9,89             | 119 (2022)                        | 12                 | modifier les données · modifier les données |
| Rougnac                       | 16285      | 16320       | Angoulême      | Tude-et-Lavalette                   | CC Lavalette Tude Dronne                | 29,88            | 398 (2022)                        | 13                 | modifier les données · modifier les données |
| Rouillac                      | 16286      | 16170       | Cognac         | Val de Nouère                       | CC du Rouillacais                       | 56,61            | 2 909 (2022)                      | 51                 | modifier les données · modifier les données |
| Roullet-Saint-Estèphe         | 16287      | 16440       | Angoulême      | Boëme-Échelle                       | CA GrandAngoulême                       | 41,50            | 4 334 (2022)                      | 104                | modifier les données · modifier les données |
| Roussines                     | 16289      | 16310       | Confolens      | Charente-Bonnieure                  | CC de Charente Limousine                | 16,08            | 298 (2022)                        | 19                 | modifier les données · modifier les données |
| Rouzède                       | 16290      | 16220       | Angoulême      | Val de Tardoire                     | CC La Rochefoucauld - Porte du Périgord | 14,33            | 232 (2022)                        | 16                 | modifier les données · modifier les données |
| Ruelle-sur-Touvre             | 16291      | 16600       | Angoulême      | Touvre-et-Braconne                  | CA GrandAngoulême                       | 10,66            | 7 396 (2022)                      | 694                | modifier les données · modifier les données |
| Ruffec                        | 16292      | 16700       | Confolens      | Charente-Nord                       | CC Val de Charente                      | 13,37            | 3 394 (2022)                      | 254                | modifier les données · modifier les données |
| Saint-Adjutory                | 16293      | 16310       | Angoulême      | Val de Tardoire                     | CC La Rochefoucauld - Porte du Périgord | 14,04            | 493 (2022)                        | 35                 | modifier les données · modifier les données |
| Saint-Amant-de-Boixe          | 16295      | 16330       | Confolens      | Boixe-et-Manslois                   | CC Cœur de Charente                     | 22,39            | 1 327 (2022)                      | 59                 | modifier les données · modifier les données |
| Saint-Amant-de-Nouère         | 16298      | 16170       | Cognac         | Val de Nouère                       | CC du Rouillacais                       | 11,15            | 350 (2022)                        | 31                 | modifier les données · modifier les données |
| Saint-Aulais-la-Chapelle      | 16301      | 16300       | Cognac         | Charente-Sud                        | CC des 4B Sud-Charente                  | 14,84            | 218 (2022)                        | 15                 | modifier les données · modifier les données |
| Saint-Avit                    | 16302      | 16210       | Angoulême      | Tude-et-Lavalette                   | CC Lavalette Tude Dronne                | 3,66             | 219 (2022)                        | 60                 | modifier les données · modifier les données |
| Saint-Bonnet                  | 16303      | 16300       | Cognac         | Charente-Sud                        | CC des 4B Sud-Charente                  | 17,77            | 407 (2022)                        | 23                 | modifier les données · modifier les données |
| Saint-Brice                   | 16304      | 16100       | Cognac         | Cognac-1                            | CA du Grand Cognac                      | 9,30             | 969 (2022)                        | 104                | modifier les données · modifier les données |
| Saint-Christophe              | 16306      | 16420       | Confolens      | Charente-Vienne                     | CC de Charente Limousine                | 23,65            | 323 (2022)                        | 14                 | modifier les données · modifier les données |
| Saint-Ciers-sur-Bonnieure     | 16307      | 16230       | Confolens      | Boixe-et-Manslois                   | CC Cœur de Charente                     | 10,44            | 313 (2022)                        | 30                 | modifier les données · modifier les données |
| Saint-Claud                   | 16308      | 16450       | Confolens      | Charente-Bonnieure                  | CC de Charente Limousine                | 26,75            | 1 033 (2022)                      | 39                 | modifier les données · modifier les données |
| Saint-Coutant                 | 16310      | 16350       | Confolens      | Charente-Bonnieure                  | CC de Charente Limousine                | 19,40            | 212 (2022)                        | 11                 | modifier les données · modifier les données |
| Saint-Cybardeaux              | 16312      | 16170       | Cognac         | Val de Nouère                       | CC du Rouillacais                       | 21,00            | 796 (2022)                        | 38                 | modifier les données · modifier les données |
| Saint-Félix                   | 16315      | 16480       | Cognac         | Charente-Sud                        | CC des 4B Sud-Charente                  | 8,08             | 102 (2022)                        | 13                 | modifier les données · modifier les données |
| Saint-Fort-sur-le-Né          | 16316      | 16130       | Cognac         | Charente-Champagne                  | CA du Grand Cognac                      | 6,80             | 380 (2022)                        | 56                 | modifier les données · modifier les données |
| Saint-Fraigne                 | 16317      | 16140       | Confolens      | Charente-Nord                       | CC Cœur de Charente                     | 32,10            | 429 (2022)                        | 13                 | modifier les données · modifier les données |
| Saint-Front                   | 16318      | 16460       | Confolens      | Boixe-et-Manslois                   | CC Cœur de Charente                     | 13,35            | 358 (2022)                        | 27                 | modifier les données · modifier les données |
| Saint-Genis-d'Hiersac         | 16320      | 16570       | Cognac         | Val de Nouère                       | CC du Rouillacais                       | 19,08            | 915 (2022)                        | 48                 | modifier les données · modifier les données |
| Saint-Georges                 | 16321      | 16700       | Confolens      | Charente-Nord                       | CC Val de Charente                      | 2,25             | 44 (2022)                         | 20                 | modifier les données · modifier les données |
| Saint-Germain-de-Montbron     | 16323      | 16380       | Angoulême      | Val de Tardoire                     | CC La Rochefoucauld - Porte du Périgord | 14,91            | 488 (2022)                        | 33                 | modifier les données · modifier les données |
| Saint-Gourson                 | 16325      | 16700       | Confolens      | Charente-Nord                       | CC Val de Charente                      | 10,09            | 131 (2022)                        | 13                 | modifier les données · modifier les données |
| Saint-Groux                   | 16326      | 16230       | Confolens      | Boixe-et-Manslois                   | CC Cœur de Charente                     | 4,50             | 130 (2022)                        | 29                 | modifier les données · modifier les données |
| Saint-Laurent-de-Céris        | 16329      | 16450       | Confolens      | Charente-Bonnieure                  | CC de Charente Limousine                | 29,89            | 726 (2022)                        | 24                 | modifier les données · modifier les données |
| Saint-Laurent-de-Cognac       | 16330      | 16100       | Cognac         | Cognac-2                            | CA du Grand Cognac                      | 10,87            | 832 (2022)                        | 77                 | modifier les données · modifier les données |
| Saint-Laurent-des-Combes      | 16331      | 16480       | Angoulême      | Tude-et-Lavalette                   | CC Lavalette Tude Dronne                | 7,67             | 94 (2022)                         | 12                 | modifier les données · modifier les données |
| Saint-Martial                 | 16334      | 16190       | Angoulême      | Tude-et-Lavalette                   | CC Lavalette Tude Dronne                | 9,31             | 121 (2022)                        | 13                 | modifier les données · modifier les données |
| Saint-Martin-du-Clocher       | 16335      | 16700       | Confolens      | Charente-Nord                       | CC Val de Charente                      | 6,66             | 124 (2022)                        | 19                 | modifier les données · modifier les données |
| Saint-Mary                    | 16336      | 16260       | Confolens      | Charente-Bonnieure                  | CC de Charente Limousine                | 21,86            | 350 (2022)                        | 16                 | modifier les données · modifier les données |
| Saint-Maurice-des-Lions       | 16337      | 16500       | Confolens      | Charente-Vienne                     | CC de Charente Limousine                | 50,08            | 896 (2022)                        | 18                 | modifier les données · modifier les données |
| Saint-Médard                  | 16338      | 16300       | Cognac         | Charente-Sud                        | CC des 4B Sud-Charente                  | 8,24             | 306 (2022)                        | 37                 | modifier les données · modifier les données |
| Saint-Même-les-Carrières      | 16340      | 16720       | Cognac         | Jarnac                              | CA du Grand Cognac                      | 15,14            | 1 029 (2022)                      | 68                 | modifier les données · modifier les données |
| Saint-Michel                  | 16341      | 16470       | Angoulême      | La Couronne                         | CA GrandAngoulême                       | 2,46             | 3 220 (2022)                      | 1 309              | modifier les données · modifier les données |
| Saint-Palais-du-Né            | 16342      | 16300       | Cognac         | Charente-Sud                        | CC des 4B Sud-Charente                  | 13,60            | 305 (2022)                        | 22                 | modifier les données · modifier les données |
| Saint-Preuil                  | 16343      | 16130       | Cognac         | Charente-Champagne                  | CA du Grand Cognac                      | 12,39            | 302 (2022)                        | 24                 | modifier les données · modifier les données |
| Saint-Quentin-de-Chalais      | 16346      | 16210       | Angoulême      | Tude-et-Lavalette                   | CC Lavalette Tude Dronne                | 12,38            | 243 (2022)                        | 20                 | modifier les données · modifier les données |
| Saint-Quentin-sur-Charente    | 16345      | 16150       | Confolens      | Charente-Vienne                     | CC de Charente Limousine                | 14,39            | 202 (2022)                        | 14                 | modifier les données · modifier les données |
| Saint-Romain                  | 16347      | 16210       | Angoulême      | Tude-et-Lavalette                   | CC Lavalette Tude Dronne                | 22,69            | 513 (2022)                        | 23                 | modifier les données · modifier les données |
| Saint-Saturnin                | 16348      | 16290       | Angoulême      | Val de Nouère                       | CA GrandAngoulême                       | 13,38            | 1 273 (2022)                      | 95                 | modifier les données · modifier les données |
| Saint-Séverin                 | 16350      | 16390       | Angoulême      | Tude-et-Lavalette                   | CC Lavalette Tude Dronne                | 14,93            | 793 (2022)                        | 53                 | modifier les données · modifier les données |
| Saint-Simon                   | 16352      | 16120       | Cognac         | Charente-Champagne                  | CA du Grand Cognac                      | 3,77             | 229 (2022)                        | 61                 | modifier les données · modifier les données |
| Saint-Sornin                  | 16353      | 16220       | Angoulême      | Val de Tardoire                     | CC La Rochefoucauld - Porte du Périgord | 11,27            | 832 (2022)                        | 74                 | modifier les données · modifier les données |
| Saint-Sulpice-de-Ruffec       | 16356      | 16460       | Confolens      | Charente-Nord                       | CC Val de Charente                      | 2,38             | 41 (2022)                         | 17                 | modifier les données · modifier les données |
| Saint-Vallier                 | 16357      | 16480       | Cognac         | Charente-Sud                        | CC des 4B Sud-Charente                  | 18,21            | 138 (2022)                        | 7,6                | modifier les données · modifier les données |
| Saint-Yrieix-sur-Charente     | 16358      | 16710       | Angoulême      | Gond-Pontouvre                      | CA GrandAngoulême                       | 14,65            | 7 556 (2022)                      | 516                | modifier les données · modifier les données |
| Sainte-Sévère                 | 16349      | 16200       | Cognac         | Jarnac                              | CA du Grand Cognac                      | 18,31            | 509 (2022)                        | 28                 | modifier les données · modifier les données |
| Sainte-Souline                | 16354      | 16480       | Cognac         | Charente-Sud                        | CC des 4B Sud-Charente                  | 7,32             | 116 (2022)                        | 16                 | modifier les données · modifier les données |
| Salles-d'Angles               | 16359      | 16130       | Cognac         | Charente-Champagne                  | CA du Grand Cognac                      | 21,80            | 1 007 (2022)                      | 46                 | modifier les données · modifier les données |
| Salles-de-Barbezieux          | 16360      | 16300       | Cognac         | Charente-Sud                        | CC des 4B Sud-Charente                  | 9,85             | 400 (2022)                        | 41                 | modifier les données · modifier les données |
| Salles-de-Villefagnan         | 16361      | 16700       | Confolens      | Charente-Nord                       | CC Val de Charente                      | 12,83            | 313 (2022)                        | 24                 | modifier les données · modifier les données |
| Salles-Lavalette              | 16362      | 16190       | Angoulême      | Tude-et-Lavalette                   | CC Lavalette Tude Dronne                | 20,15            | 311 (2022)                        | 15                 | modifier les données · modifier les données |
| Saulgond                      | 16363      | 16420       | Confolens      | Charente-Vienne                     | CC de Charente Limousine                | 27,36            | 531 (2022)                        | 19                 | modifier les données · modifier les données |
| Sauvagnac                     | 16364      | 16310       | Confolens      | Charente-Bonnieure                  | CC de Charente Limousine                | 7,24             | 68 (2022)                         | 9,4                | modifier les données · modifier les données |
| Sauvignac                     | 16365      | 16480       | Cognac         | Charente-Sud                        | CC des 4B Sud-Charente                  | 11,62            | 98 (2022)                         | 8,4                | modifier les données · modifier les données |
| Segonzac                      | 16366      | 16130       | Cognac         | Charente-Champagne                  | CA du Grand Cognac                      | 35,19            | 2 093 (2022)                      | 59                 | modifier les données · modifier les données |
| Sers                          | 16368      | 16410       | Angoulême      | Boëme-Échelle                       | CA GrandAngoulême                       | 14,17            | 903 (2022)                        | 64                 | modifier les données · modifier les données |
| Sigogne                       | 16369      | 16200       | Cognac         | Jarnac                              | CA du Grand Cognac                      | 22,16            | 965 (2022)                        | 44                 | modifier les données · modifier les données |
| Sireuil                       | 16370      | 16440       | Angoulême      | Val de Nouère                       | CA GrandAngoulême                       | 10,01            | 1 166 (2022)                      | 116                | modifier les données · modifier les données |
| Souffrignac                   | 16372      | 16380       | Angoulême      | Val de Tardoire                     | CC La Rochefoucauld - Porte du Périgord | 9,37             | 149 (2022)                        | 16                 | modifier les données · modifier les données |
| Souvigné                      | 16373      | 16240       | Confolens      | Charente-Nord                       | CC Val de Charente                      | 10,37            | 182 (2022)                        | 18                 | modifier les données · modifier les données |
| Soyaux                        | 16374      | 16800       | Angoulême      | Angoulême-3                         | CA GrandAngoulême                       | 12,76            | 10 057 (2022)                     | 788                | modifier les données · modifier les données |
| Suaux                         | 16375      | 16260       | Confolens      | Charente-Bonnieure                  | CC de Charente Limousine                | 11,93            | 380 (2022)                        | 32                 | modifier les données · modifier les données |
| La Tâche                      | 16377      | 16260       | Confolens      | Boixe-et-Manslois                   | CC Cœur de Charente                     | 7,30             | 106 (2022)                        | 15                 | modifier les données · modifier les données |
| Taizé-Aizie                   | 16378      | 16700       | Confolens      | Charente-Nord                       | CC Val de Charente                      | 14,81            | 585 (2022)                        | 40                 | modifier les données · modifier les données |
| Taponnat-Fleurignac           | 16379      | 16110       | Angoulême      | Val de Tardoire                     | CC La Rochefoucauld - Porte du Périgord | 21,49            | 1 530 (2022)                      | 71                 | modifier les données · modifier les données |
| Le Tâtre                      | 16380      | 16360       | Cognac         | Charente-Sud                        | CC des 4B Sud-Charente                  | 6,13             | 427 (2022)                        | 70                 | modifier les données · modifier les données |
| Terres-de-Haute-Charente      | 16192      | 16270       | Confolens      | Charente-Bonnieure Charente-Vienne  | CC de Charente Limousine                | 86,65            | 3 790 (2022)                      | 44                 | modifier les données · modifier les données |
| Theil-Rabier                  | 16381      | 16240       | Confolens      | Charente-Nord                       | CC Val de Charente                      | 7,43             | 163 (2022)                        | 22                 | modifier les données · modifier les données |
| Torsac                        | 16382      | 16410       | Angoulême      | Boëme-Échelle                       | CA GrandAngoulême                       | 28,55            | 724 (2022)                        | 25                 | modifier les données · modifier les données |
| Tourriers                     | 16383      | 16560       | Confolens      | Boixe-et-Manslois                   | CC Cœur de Charente                     | 6,77             | 787 (2022)                        | 116                | modifier les données · modifier les données |
| Touvérac                      | 16384      | 16360       | Cognac         | Charente-Sud                        | CC des 4B Sud-Charente                  | 18,19            | 572 (2022)                        | 31                 | modifier les données · modifier les données |
| Touvre                        | 16385      | 16600       | Angoulême      | Touvre-et-Braconne                  | CA GrandAngoulême                       | 9,06             | 1 146 (2022)                      | 126                | modifier les données · modifier les données |
| Triac-Lautrait                | 16387      | 16200       | Cognac         | Jarnac                              | CA du Grand Cognac                      | 6,40             | 462 (2022)                        | 72                 | modifier les données · modifier les données |
| Trois-Palis                   | 16388      | 16730       | Angoulême      | Val de Nouère                       | CA GrandAngoulême                       | 4,22             | 940 (2022)                        | 223                | modifier les données · modifier les données |
| Turgon                        | 16389      | 16350       | Confolens      | Charente-Bonnieure                  | CC de Charente Limousine                | 7,26             | 81 (2022)                         | 11                 | modifier les données · modifier les données |
| Tusson                        | 16390      | 16140       | Confolens      | Charente-Nord                       | CC Cœur de Charente                     | 13,97            | 240 (2022)                        | 17                 | modifier les données · modifier les données |
| Val-d'Auge                    | 16339      | 16170       | Cognac         | Val de Nouère                       | CC du Rouillacais                       | 44,52            | 795 (2022)                        | 18                 | modifier les données · modifier les données |
| Val-de-Bonnieure              | 16300      | 16230       | Confolens      | Boixe-et-Manslois                   | CC Cœur de Charente                     | 28,11            | 1 339 (2022)                      | 48                 | modifier les données · modifier les données |
| Val-de-Cognac                 | 16097      | 16370       | Cognac         | Cognac-1                            | CA du Grand Cognac                      | 61,76            | 3 455 (2022)                      | 56                 | modifier les données · modifier les données |
| Val des Vignes                | 16175      | 16250       | Cognac         | Charente-Sud                        | CC des 4B Sud-Charente                  | 50,66            | 1 358 (2022)                      | 27                 | modifier les données · modifier les données |
| Valence                       | 16392      | 16460       | Confolens      | Boixe-et-Manslois                   | CC Cœur de Charente                     | 10,87            | 190 (2022)                        | 17                 | modifier les données · modifier les données |
| Vaux-Lavalette                | 16394      | 16320       | Angoulême      | Tude-et-Lavalette                   | CC Lavalette Tude Dronne                | 6,78             | 79 (2022)                         | 12                 | modifier les données · modifier les données |
| Vaux-Rouillac                 | 16395      | 16170       | Cognac         | Val de Nouère                       | CC du Rouillacais                       | 13,37            | 295 (2022)                        | 22                 | modifier les données · modifier les données |
| Ventouse                      | 16396      | 16460       | Confolens      | Boixe-et-Manslois                   | CC Cœur de Charente                     | 10,15            | 121 (2022)                        | 12                 | modifier les données · modifier les données |
| Verdille                      | 16397      | 16140       | Confolens      | Charente-Nord                       | CC Cœur de Charente                     | 14,48            | 383 (2022)                        | 26                 | modifier les données · modifier les données |
| Verneuil                      | 16398      | 16310       | Confolens      | Charente-Bonnieure                  | CC de Charente Limousine                | 7,70             | 94 (2022)                         | 12                 | modifier les données · modifier les données |
| Verrières                     | 16399      | 16130       | Cognac         | Charente-Champagne                  | CA du Grand Cognac                      | 13,37            | 321 (2022)                        | 24                 | modifier les données · modifier les données |
| Verteuil-sur-Charente         | 16400      | 16510       | Confolens      | Charente-Nord                       | CC Val de Charente                      | 14,24            | 588 (2022)                        | 41                 | modifier les données · modifier les données |
| Vervant                       | 16401      | 16330       | Confolens      | Boixe-et-Manslois                   | CC Cœur de Charente                     | 9,56             | 147 (2022)                        | 15                 | modifier les données · modifier les données |
| Vibrac                        | 16402      | 16120       | Cognac         | Charente-Champagne                  | CA du Grand Cognac                      | 2,82             | 294 (2022)                        | 104                | modifier les données · modifier les données |
| Le Vieux-Cérier               | 16403      | 16350       | Confolens      | Charente-Bonnieure                  | CC de Charente Limousine                | 9,65             | 131 (2022)                        | 14                 | modifier les données · modifier les données |
| Vieux-Ruffec                  | 16404      | 16350       | Confolens      | Charente-Bonnieure                  | CC de Charente Limousine                | 12,75            | 108 (2022)                        | 8,5                | modifier les données · modifier les données |
| Vignolles                     | 16405      | 16300       | Cognac         | Charente-Sud                        | CC des 4B Sud-Charente                  | 8,80             | 161 (2022)                        | 18                 | modifier les données · modifier les données |
| Villebois-Lavalette           | 16408      | 16320       | Angoulême      | Tude-et-Lavalette                   | CC Lavalette Tude Dronne                | 7,20             | 718 (2022)                        | 100                | modifier les données · modifier les données |
| Villefagnan                   | 16409      | 16240       | Confolens      | Charente-Nord                       | CC Val de Charente                      | 23,65            | 981 (2022)                        | 41                 | modifier les données · modifier les données |
| Villejoubert                  | 16412      | 16560       | Confolens      | Boixe-et-Manslois                   | CC Cœur de Charente                     | 7,82             | 367 (2022)                        | 47                 | modifier les données · modifier les données |
| Villiers-le-Roux              | 16413      | 16240       | Confolens      | Charente-Nord                       | CC Val de Charente                      | 4,84             | 159 (2022)                        | 33                 | modifier les données · modifier les données |
| Villognon                     | 16414      | 16230       | Confolens      | Boixe-et-Manslois                   | CC Cœur de Charente                     | 9,17             | 332 (2022)                        | 36                 | modifier les données · modifier les données |
| Vindelle                      | 16415      | 16430       | Angoulême      | Val de Nouère                       | CA GrandAngoulême                       | 10,93            | 1 044 (2022)                      | 96                 | modifier les données · modifier les données |
| Vitrac-Saint-Vincent          | 16416      | 16310       | Confolens      | Charente-Bonnieure                  | CC de Charente Limousine                | 22,07            | 494 (2022)                        | 22                 | modifier les données · modifier les données |
| Vœuil-et-Giget                | 16418      | 16400       | Angoulême      | Boëme-Échelle                       | CA GrandAngoulême                       | 8,48             | 1 594 (2022)                      | 188                | modifier les données · modifier les données |
| Vouharte                      | 16419      | 16330       | Confolens      | Boixe-et-Manslois                   | CC Cœur de Charente                     | 10,64            | 312 (2022)                        | 29                 | modifier les données · modifier les données |
| Voulgézac                     | 16420      | 16250       | Angoulême      | Boëme-Échelle                       | CA GrandAngoulême                       | 13,42            | 242 (2022)                        | 18                 | modifier les données · modifier les données |
| Vouthon                       | 16421      | 16220       | Angoulême      | Val de Tardoire                     | CC La Rochefoucauld - Porte du Périgord | 10,38            | 408 (2022)                        | 39                 | modifier les données · modifier les données |
| Vouzan                        | 16422      | 16410       | Angoulême      | Boëme-Échelle                       | CA GrandAngoulême                       | 16,27            | 822 (2022)                        | 51                 | modifier les données · modifier les données |
| Xambes                        | 16423      | 16330       | Confolens      | Boixe-et-Manslois                   | CC Cœur de Charente                     | 5,25             | 235 (2022)                        | 45                 | modifier les données · modifier les données |
| Yviers                        | 16424      | 16210       | Angoulême      | Tude-et-Lavalette                   | CC Lavalette Tude Dronne                | 22,56            | 536 (2022)                        | 24                 | modifier les données · modifier les données |
| Yvrac-et-Malleyrand           | 16425      | 16110       | Angoulême      | Val de Tardoire                     | CC La Rochefoucauld - Porte du Périgord | 18,90            | 562 (2022)                        | 30                 | modifier les données · modifier les données |
| Charente                      | 16         |             |                |                                     |                                         | 5 956,00         | 351 603 (2022)                    | 59                 | modifier les données                        |